# Briery Cottages
Briery Cottages var en civil parish 1858–1894 när det uppgick i Keswick, i grevskapet Cumbria i England. Parish var belägen 17 km från Cockermouth och hade 97 invånare år 1891.